# Чимбу
Чимбу, куман — папуасский народ, обитающий в центральной горной части Папуа — Новой Гвинеи. Поселение Кундиава — административный центр страны чимбу — расположено в одном из многочисленных отрогов долины, образованной рекой Чимбу и лежащей на высоте примерно двух тысяч метров над уровнем моря. Численность около 250 тыс. человек.

## Язык
Говорят на языке чимбу трансновогвинейской филы .

## Религия
Значительная часть чимбу — католики и протестанты, также сохраняются традиционные верования. Распространены синкретические христианско-анимистические культы .

## Традиционные занятия
Основное занятие чимбу — ручное земледелие в высокогорных областях, основная культура — батат. Широко распространено свиноводство. С середины XX века разводят также крупный рогатый скот, лошадей и кур, выращивают кофе, в основном на продажу. Развито отходничество .

## Социальный строй
Традиционное поселение состоит, как правило, из мужского дома и разбросанных вокруг него домов, где живут замужние женщины с детьми (там же содержат свиней). Хижины, построенные из дерева, бамбука или тростника, достигают десяти метров в длину .
Чимбу подразделяются как на территориально-локализованные племена, так и на разобщённые неэкзогамные фратрии, объединяющие по несколько патрилинейных родов. Экзогамные запреты распространяются и на подрод матери .
Племена имеют предковый род. «Предок» рода мыслится как группа братьев. Так, один из родов происходит от 7 братьев, и все мужчины рода — их сыновья, «одна кровь» .
Во всех областях традиционной жизни чимбу доминируют мужчины. Брак у чимбу патрилокальный, в прошлом полигинный, ныне моногамный. Традиционно сопровождается большим брачным выкупом, зачастую состоящим из самых дорогих для чимбу животных — свиней .

## Традиции
Бугла генде — праздник, который отмечается раз в пять или десять лет, когда убивают тысячи свиней. Все многолетние труды чимбу завершаются этой торжественной бойней, для которой нужно приготовить огромное число животных. А они, так же как и люди, питаются в этой долине только сладким картофелем — бататом. В годы, предшествующие бугла генде, папуасы расчищают все новые и новые поля для того, чтобы обеспечить корм непрерывно увеличивающемуся поголовью свиней, число которых в этот период в несколько раз превышает население долины. После того как жители долины отметят свой праздник, за несколько дней истребив всех свиней, многие поля становятся ненужными. А так как папуасы ещё не научились производить больше, чем они потребляют, то эти земельные участки просто бросают. Праздник Свиней сопровождается церемониями раздачи имущества типа потлача. Во время этого праздника устанавливались связи и знакомства между молодыми людьми, пользовавшимися добрачной половой свободой .
Свиней приносят в жертву не только во время бугла генде, но и в других случаях, например перед началом охоты, в знак благодарности за ниспосланный духами хороший урожай, перед началом строительства новой хижины, в случае смерти человека. Когда умирает вождь, то убивают сразу несколько десятков свиней .